# ラトビア科学アカデミー
ラトビア科学アカデミー（Latvian Academy of Sciences）は、ラトビアの公的科学アカデミーであり、国内で最高の科学者の集まりである。ラトビア・ソビエト社会主義共和国科学アカデミーとして発足し、リガに本部を置く。現在の会長は、Ivars Kalviņšである。

## ビル
科学アカデミーの建物は、第二次世界大戦後の1951年から1961年に建てられた。必要な費用は、新しく設置されたラトビア内のコルホーズから集めた他、増加した分の費用は農村部の賃金から差し引かれる自発的な「寄付」で賄った。
建物は、いくつかの鎌と槌のモチーフの他、ラトビアの民族的な装飾で飾られた。尖塔は、かつては花輪と五芒星で飾られていたが、1991年の再独立の後に撤去された。高さは108mで、ラトビアで最初の超高層建築物であり、高さ121mのスウェドバンクラトビア本社ができるまで、同国で一番高い建物であった。また、当時、世界で最も高い鉄筋コンクリート建築の1つであった。
Osvalds Tīlmanis、Vaidelotis Apsītis、Kārlis Plūksneが設計した建物は、スターリン時代の超高層建築物とそっくりで、いわゆるスターリン様式として知られるようになる建築物を代表するものであった。

この当時ソビエト連邦内にあった他の多くの建物、特に1953年に建てられたモスクワ大学本館と共通点が多い。地元では、「スターリンのバースデーケーキ」や「ザ・クレムリン」等のあだ名でも呼ばれている。
マスカヴァス地区の郊外に位置し、高さ65mにある17階のバルコニーからは、リガの景観が一望できる。